# Дорогина Заїмка
Дорогина Заїмка (рос. Дорогина Заимка) — село у Черепановському районі Новосибірської області Російської Федерації.
Входить до складу муніципального утворення міське поселення робітниче селище Посевна. Населення становить 366 осіб (2010).

## Історія
Згідно із законом від 2 червня 2004 року органом місцевого самоврядування є міське поселення робітниче селище Посевна.

## Населення
| 2002 | 2007 | 2010 |
| ---- | ---- | ---- |
| 474  | ↘435 | ↘366 |